# Hartmut H. Hilger
Hartmut Hugo Hilger (1948) es un botánico y farmacéutico alemán.
A partir de 1999 comenzó la investigación sobre los géneros Ribes y Desfontainia. Desde 1988, es profesor asistente en el Instituto de Botánica Sistemática y Fitogeografía, en morfología y sistemática de angiospermas, de la FU Berlin.
Ha trabajado extensamente con la familia Boraginaceae, especialmente en el género Euploca.

## Algunas publicaciones
- hartmut h. Hilger, theodor c.h. Cole, michael Wink. 2010. Neue Namen für altbekannte Arznei- und Giftpflanzen. Ed. Deutscher Apotheker-Verlag, 48 pp.
- theodor c.h. Cole, hartmut h. Hilger. 2007. Systematik der Blütenpflanzen. Ed. Walter de Gruyter GmbH & Company KG. 2 pp. ISBN 311020066X
- hartmut h. Hilger, wolfgang Frey, maximilian Weigend. 2002. The Gametophyte-sporophyte Junction in Isoëtes Boliviensis Weber (Isoëtales, Lycopodiophyta). 9 pp.
- -------------------------, elke Zippel. 2001. "Studies in the Boraginaceae": An Index to the Publications of Ivan M. Johnston Dealing with the Borage Family. Haussknechtia / Beiheft 11. Ed. Thüringische Botanische Ges. 151 pp.

## Eponimia
Género
- (Boraginaceae) Hilgeria Förther[2]